# Adolf Butenandt
Adolf Friedrich Johann Butenandt (født 24. marts 1903 i Bremerhaven, død 18. januar 1995 i München) var en tysk biokemiker. Sammen med Leopold Ružička modtog han i 1939 Nobelprisen i kemi for deres "arbejde med kønshormoner". Han afviste i første omgang prisen i overensstemmelse med sin regerings politik, men accepterede den i 1949 efter anden verdenskrig.